# Inde aux Jeux olympiques d'été de 2020
L'Inde participe aux Jeux olympiques de 2020 à Tokyo au Japon. Il s'agit de sa 25e participation à des Jeux d'été.

## Médaillés
| Sport      | Discipline                 | Athlète(s)    | Performance | Date   |
| ---------- | -------------------------- | ------------- | ----------- | ------ |
| Athlétisme | Lancer du javelot masculin | Neeraj Chopra | 87,58 m     | 7 août |

| Sport         | Discipline               | Athlète(s)            | Performance             | Date       |
| ------------- | ------------------------ | --------------------- | ----------------------- | ---------- |
| Haltérophilie | Moins de 49 kg femmes    | Saikhom Mirabai Chanu | 210 kg OR               | 24 juillet |
| Lutte         | Lutte libre 57 kg hommes | Ravi Kumar Dahiya     | Zaur Uguyev Défaite 4-7 | 5 août     |

| Sport            | Discipline               | Athlète(s) | Performance                       | Date     |
| ---------------- | ------------------------ | --- | --------------------------------- | -------- |
| Badminton        | Simple dames             | Pusarla Venkata Sindhu | He Bingjiao Victoire 13-21, 15-21 | 1er août |
| Boxe             | Poids welters femmes     | Lovlina Borgohain | Busenaz Sürmeneli Défaite 0-5     | 4 août   |
| Hockey sur gazon | Tournoi masculin         | Surender Kumar, Varun Kumar, Birendra Lakra, Vivek Prasad, Amit Rohidas, Nilakanta Sharma, Dilpreet Singh, Gurjant Singh, Hardik Singh, Harmanpreet Singh, Mandeep Singh, Manpreet Singh, Rupinder Pal Singh, Shamsher Singh, Simranjeet Singh, Parattu Sreejesh, Sumit, Lalit Upadhyay | Allemagne Victoire 5-4            | 5 août   |
| Lutte            | Lutte libre 65 kg hommes | Bajrang Punia | Daulet Niyazbekov Victoire 8-0    | 7 août   |

| Sport            |   |   |   | Total |
| ---------------- | - | - | - | ----- |
| Athlétisme       | 1 | 0 | 0 | 1     |
| Lutte            | 0 | 1 | 1 | 2     |
| Haltérophilie    | 0 | 1 | 0 | 1     |
| Badminton        | 0 | 0 | 1 | 1     |
| Boxe             | 0 | 0 | 1 | 1     |
| Hockey sur gazon | 0 | 0 | 1 | 1     |
| Total            | 1 | 2 | 4 | 7     |

| Jour       |   |   |   | Total |
| ---------- | - | - | - | ----- |
| 24 juillet | 0 | 1 | 0 | 1     |
| 1er août   | 0 | 0 | 1 | 1     |
| 4 août     | 0 | 0 | 1 | 1     |
| 5 août     | 0 | 1 | 1 | 2     |
| 7 août     | 1 | 0 | 1 | 2     |
| Total      | 1 | 2 | 4 | 7     |

| Sexe   |   |   |   | Total |
| ------ | - | - | - | ----- |
| Femmes | 0 | 1 | 2 | 3     |
| Hommes | 1 | 1 | 2 | 4     |
| Total  | 1 | 2 | 4 | 7     |

## Athlètes engagés
| Sport            | Hommes | Femmes | Total |
| ---------------- | ------ | ------ | ----- |
| Athlétisme       | 17     | 9      | 26    |
| Aviron           | 2      | 0      | 2     |
| Badminton        | 3      | 1      | 4     |
| Boxe             | 5      | 4      | 9     |
| Équitation       | 1      | 0      | 1     |
| Escrime          | 0      | 1      | 1     |
| Golf             | 2      | 2      | 4     |
| Gymnastique      | 0      | 1      | 1     |
| Haltérophilie    | 0      | 1      | 1     |
| Hockey sur gazon | 18     | 18     | 36    |
| Judo             | 0      | 1      | 1     |
| Lutte            | 3      | 4      | 7     |
| Natation         | 2      | 1      | 3     |
| Tennis           | 1      | 2      | 3     |
| Tennis de table  | 2      | 2      | 4     |
| Tir              | 8      | 7      | 15    |
| Tir à l'arc      | 3      | 1      | 4     |
| Voile            | 3      | 1      | 4     |
| Total            | 70     | 56     | 126   |

## Résultats

### Athlétisme
| Athlète                                                       | Épreuve                   | 1er tour         | 1er tour    | Demi-finale | Demi-finale | Finale          | Finale   |
| Athlète                                                       | Épreuve                   | Temps            | Rang        | Temps       | Rang        | Temps           | Rang     |
| ------------------------------------------------------------- | ------------------------- | ---------------- | ----------- | ----------- | ----------- | --------------- | -------- |
| Jabir Madari Pillyalil                                        | 400 m haies masculin      | 50 s 77          | 7e          | Éliminé     | Éliminé     | Éliminé         | Éliminé  |
| Avinash Sable                                                 | 3 000 m steeple masculin  | 8 min 18 s 12 NR | 13e         | Éliminé     | Éliminé     | Éliminé         | Éliminé  |
| Amoj Jacob Arokia Rajiv Noah Nirmal Tom Muhammed Anas Yahiya  | Relais 4 × 400 m masculin | 3 min 0 s 25     | 9e          | Non disputé | Non disputé | Éliminés        | Éliminés |
| Sandeep Kumar                                                 | 20 km marche masculin     | Non disputé      | Non disputé | Non disputé | Non disputé | 1 h 25 min 7 s  | 23e      |
| Rahul Rohilla                                                 | 20 km marche masculin     | Non disputé      | Non disputé | Non disputé | Non disputé | 1 h 32 min 6 s  | 47e      |
| Irfan Kolothum Thodi                                          | 20 km marche masculin     | Non disputé      | Non disputé | Non disputé | Non disputé | 1 h 34 min 41 s | 51e      |
| Gurpreet Singh                                                | 50 km marche              | Non disputé      | Non disputé | Non disputé | Non disputé | Abandon         | Abandon  |
| Dutee Chand                                                   | 100 m féminin             | 11 s 54          | 7e          | Éliminée    | Éliminée    | Éliminée        | Éliminée |
| Dutee Chand                                                   | 200 m féminin             | 23 s 85          | 7e          | Éliminée    | Éliminée    | Éliminée        | Éliminée |
| Priyanka Goswami                                              | 20 km marche féminin      | Non disputé      | Non disputé | Non disputé | Non disputé | 1 h 32 min 36 s | 17e      |
| Bhawna Jat                                                    | 20 km marche féminin      | Non disputé      | Non disputé | Non disputé | Non disputé | 1 h 37 min 38 s | 32e      |
| Muhammed Anas Arokia Rajiv Revathi Veeramani Subha Venkatesan | Relais 4 × 400 m mixte    | 3 min 19 s 93    | 8e          | Non disputé | Non disputé | Éliminés        | Éliminés |

| Athlète                 | Épreuve                    | Qualification | Qualification | Finale      | Finale                         |
| Athlète                 | Épreuve                    | Performance   | Rang          | Performance | Rang                           |
| ----------------------- | -------------------------- | ------------- | ------------- | ----------- | ------------------------------ |
| Murali Sreeshankar      | Saut en longueur masculin  | 7,69 m        | 25e           | Éliminé     | Éliminé                        |
| Tejinder Pal Singh Toor | Lancer du poids masculin   | 19,99 m       | 24e           | Éliminé     | Éliminé                        |
| Neeraj Chopra           | Lancer du javelot masculin | 86,65 m       | 1er           | 87,58 m     | Médaille d'or, Jeux olympiques |
| Shivpal Singh           | Lancer du javelot masculin | 76,40 m       | 27e           | Éliminé     | Éliminé                        |
| Kamalpreet Kaur         | Lancer du disque féminin   | 64,00 m       | 2e            | 63,70 m     | 6e                             |
| Seema Antil             | Lancer du disque féminin   | 60,57 m       | 16e           | Éliminée    | Éliminée                       |
| Annu Rani               | Lancer du javelot féminin  | 54,04 m       | 29e           | Éliminée    | Éliminée                       |

### Aviron
| Athlète                | Compétition                          | Série         | Série | Repêchages    | Repêchages | Quarts de finale | Quarts de finale | Demi-finale                 | Demi-finale | Finale                 | Finale |
| Athlète                | Compétition                          | Temps         | Rang  | Temps         | Rang       | Temps            | Rang             | Temps                       | Rang        | Temps                  | Rang   |
| ---------------------- | ------------------------------------ | ------------- | ----- | ------------- | ---------- | ---------------- | ---------------- | --------------------------- | ----------- | ---------------------- | ------ |
| Arjun Lal Arvind Singh | Deux de couple poids légers masculin | 6 min 40 s 33 | 5e    | 6 min 51 s 36 | 3e         | Non qualifiés    | Non qualifiés    | Demi-finale B 6 min 24 s 41 | 6e          | Finale B 6 min 29 s 66 | 11e    |

### Badminton
| Athlète                               | Compétition   | Phase de groupes                        | Phase de groupes                        | Phase de groupes                   | Phase de groupes | 1/8e de finale                   | Quarts de finale                | Demi-finales             | Finale / 3e place        | Finale / 3e place                   |
| Athlète                               | Compétition   | Adversaire Score                        | Adversaire Score                        | Adversaire Score                   | Rang             | Adversaire Score                 | Adversaire Score                | Adversaire Score         | Adversaire Score         | Rang                                |
| ------------------------------------- | ------------- | --------------------------------------- | --------------------------------------- | ---------------------------------- | ---------------- | -------------------------------- | ------------------------------- | ------------------------ | ------------------------ | ----------------------------------- |
| Bhamidipati Sai Praneeth              | Simple hommes | Zilberman Défaite 17-21, 15-21          | Caljouw Défaite 14-21, 14-21            | Non disputé                        | 3e du gr. D      | Éliminé                          | Éliminé                         | Éliminé                  | Éliminé                  | Éliminé                             |
| Pusarla Venkata Sindhu                | Simple dames  | Polikarpova Victoire 21-7, 21-10        | Cheung Victoire 21-9,21-16              | Non disputé                        | 1er du gr. J     | Blichfeldt Victoire 21-15, 21-13 | Yamaguchi Victoire 21-13, 22-20 | Tai Défaite 18-21, 12-21 | He Victoire 21-13, 21-15 | Médaille de bronze, Jeux olympiques |
| Satwiksairaj Rankireddy Chirag Shetty | Double hommes | Lee / Wang Victoire 21-16, 16-21, 27-25 | Gideon / Sukamuljo Défaite 13-21, 12-21 | Lane / Vendy Victoire 21-17, 21-19 | 3e du gr. A      | Non disputé                      | Éliminés                        | Éliminés                 | Éliminés                 | Éliminés                            |

### Boxe
| Athlète             | Catégorie                    | 1/16e de finale            | 1/8e de finale        | Quart de finale     | Demi-finale           | Finale              | Rang                                |
| Athlète             | Catégorie                    | Adversaire Résultat        | Adversaire Résultat   | Adversaire Résultat | Adversaire Résultat   | Adversaire Résultat | Rang                                |
| ------------------- | ---------------------------- | -------------------------- | --------------------- | ------------------- | --------------------- | ------------------- | ----------------------------------- |
| Amit Panghal        | Mouches hommes (-52 kg)      | Exempté                    | Martínez Défaite 1-4  | Éliminé             | Éliminé               | Éliminé             | Éliminé                             |
| Manish Kaushik      | Légers hommes (-63 kg)       | McCormack Défaite 1-4      | Éliminé               | Éliminé             | Éliminé               | Éliminé             | Éliminé                             |
| Vikas Krishan Yadav | Welters hommes (-69 kg)      | Okazawa Défaite 0-5        | Éliminé               | Éliminé             | Éliminé               | Éliminé             | Éliminé                             |
| Ashish Kumar        | Moyens hommes (-75 kg)       | Tuohetaerbieke Défaite 0-5 | Éliminé               | Éliminé             | Éliminé               | Éliminé             | Éliminé                             |
| Satish Kumar        | Super-lourds hommes (+91 kg) | Exempté                    | Brown Victoire 4-1    | Jalolov Défaite 0-5 | Éliminé               | Éliminé             | Éliminé                             |
| Mary Kom            | Mouches femmes (-51 kg)      | Hernández Victoire 4-1     | Valencia Défaite 2-3  | Éliminée            | Éliminée              | Éliminée            | Éliminée                            |
| Simranjit Kaur      | Légers femmes (-60 kg)       | Exemptée                   | Seesondee Défaite 0-5 | Éliminée            | Éliminée              | Éliminée            | Éliminée                            |
| Lovlina Borgohain   | Welters femmes (-69 kg)      | Exemptée                   | Apetz Victoire 3-2    | Chen Victoire 4-1   | Sürmeneli Défaite 0-5 | Éliminée            | Médaille de bronze, Jeux olympiques |
| Pooja Rani          | Moyens femmes (-75 kg)       | Exemptée                   | Chaib Victoire 5-0    | Li Défaite 0-5      | Éliminée              | Éliminée            | Éliminée                            |

### Équitation
| Athlète      | Cheval   | Compétition | Dressage  | Dressage | Cross-country | Cross-country | Cross-country | Saut d'obstacles | Saut d'obstacles | Saut d'obstacles | Saut d'obstacles | Saut d'obstacles | Saut d'obstacles | Total     | Total |
| Athlète      | Cheval   | Compétition | Dressage  | Dressage | Cross-country | Cross-country | Cross-country | Qualification    | Qualification    | Qualification    | Finale           | Finale           | Finale           | Total     | Total |
| Athlète      | Cheval   | Compétition | Pénalités | Rang     | Pénalités     | Total         | Rang          | Pénalités        | Total            | Rang             | Pénalités        | Total            | Rang             | Pénalités | Rang  |
| ------------ | -------- | ----------- | --------- | -------- | ------------- | ------------- | ------------- | ---------------- | ---------------- | ---------------- | ---------------- | ---------------- | ---------------- | --------- | ----- |
| Fouaad Mirza | Seigneur | Individuel  | 28,00     | 9e       | 11,20         | 39,20         | 22e           | 8,00             | 47,20            | 25e              | 12,40            | 59,60            | 23e              | 59,60     | 23e   |

### Escrime
| Athlète      | Compétition   | 1/32e de finale         | 1/16e de finale     | 1/8e de finale   | Quarts de finale | Demi-finale Classement 5-8 | Finale 3e place Classement 5e, 7e places | Rang     |
| Athlète      | Compétition   | Adversaire Score        | Adversaire Score    | Adversaire Score | Adversaire Score | Adversaire Score           | Adversaire Score                         | Rang     |
| ------------ | ------------- | ----------------------- | ------------------- | ---------------- | ---------------- | -------------------------- | ---------------------------------------- | -------- |
| Bhavani Devi | Sabre féminin | Ben Azizi Victoire 15-3 | Brunet Défaite 7-15 | Éliminée         | Éliminée         | Éliminée                   | Éliminée                                 | Éliminée |

### Golf
| Athlète        | Compétition       | Scores | Scores | Scores | Scores | Total     | Rang |
| Athlète        | Compétition       | Jour 1 | Jour 2 | Jour 3 | Jour 4 | Total     | Rang |
| -------------- | ----------------- | ------ | ------ | ------ | ------ | --------- | ---- |
| Anirban Lahiri | Épreuve masculine | 67     | 72     | 68     | 72     | 279 (-5)  | T42  |
| Udayan Mane    | Épreuve masculine | 76     | 69     | 70     | 72     | 287 (+3)  | 56e  |
| Aditi Ashok    | Épreuve féminine  | 67     | 66     | 68     | 68     | 269 (-15) | 4e   |
| Diksha Dagar   | Épreuve féminine  | 76     | 72     | 72     | 70     | 290 (+6)  | T50  |

### Gymnastique artistique
| Athlète       | Compétition      | Qualifications | Qualifications      | Qualifications | Qualifications | Qualifications | Qualifications | Finale   | Finale              | Finale   | Finale   | Finale   | Finale   |
| Athlète       | Compétition      | Appareil       | Appareil            | Appareil       | Appareil       | Total          | Rang           | Appareil | Appareil            | Appareil | Appareil | Total    | Rang     |
| Athlète       | Compétition      | Saut           | Barres asymétriques | Poutre         | Sol            | Total          | Rang           | Saut     | Barres asymétriques | Poutre   | Sol      | Total    | Rang     |
| ------------- | ---------------- | -------------- | ------------------- | -------------- | -------------- | -------------- | -------------- | -------- | ------------------- | -------- | -------- | -------- | -------- |
| Pranati Nayak | Concours général | 13,466         | 9,033               | 9,433          | 10,633         | 42,565         | 79e            | Éliminée | Éliminée            | Éliminée | Éliminée | Éliminée | Éliminée |

### Haltérophilie
| Athlète               | Compétition           | Arraché  | Arraché | Épaulé-jeté | Épaulé-jeté | Total  | Rang                               |
| Athlète               | Compétition           | Résultat | Rang    | Résultat    | Rang        | Total  | Rang                               |
| --------------------- | --------------------- | -------- | ------- | ----------- | ----------- | ------ | ---------------------------------- |
| Saikhom Mirabai Chanu | Moins de 49 kg femmes | 87 kg    | 2e      | 115 kg      | 2e          | 202 kg | Médaille d'argent, Jeux olympiques |

### Hockey sur gazon
| Compétition      | Phase de groupe               | Phase de groupe       | Phase de groupe             | Phase de groupe        | Phase de groupe             | Phase de groupe | Quart de finale              | Demi-finale           | Finale / MB                 | Finale / MB                         |
| Compétition      | Adversaire Score              | Adversaire Score      | Adversaire Score            | Adversaire Score       | Adversaire Score            | Rang            | Adversaire Score             | Adversaire Score      | Adversaire Score            | Rang                                |
| ---------------- | ----------------------------- | --------------------- | --------------------------- | ---------------------- | --------------------------- | --------------- | ---------------------------- | --------------------- | --------------------------- | ----------------------------------- |
| Tournoi masculin | Nouvelle-Zélande Victoire 3-2 | Australie Défaite 1-7 | Espagne Victoire 3-0        | Argentine Victoire 3-1 | Japon Victoire 5-3          | 2e              | Grande-Bretagne Victoire 3-1 | Belgique Défaite 2-5  | Allemagne Victoire 5-4      | Médaille de bronze, Jeux olympiques |
| Tournoi féminin  | Pays-Bas Défaite 1-5          | Allemagne Défaite 0-2 | Grande-Bretagne Défaite 1-4 | Irlande Victoire 1-0   | Afrique du Sud Victoire 4-3 | 4e              | Australie Victoire 1-0       | Argentine Défaite 1-2 | Grande-Bretagne Défaite 3-4 | 4e                                  |

### Judo
| Athlète           | Compétition           | 1er tour                   | 2e tour             | Quart de finale     | Demi-finale         | Repêchage           | Finale / MB         | Rang     |
| Athlète           | Compétition           | Adversaire Résultat        | Adversaire Résultat | Adversaire Résultat | Adversaire Résultat | Adversaire Résultat | Adversaire Résultat | Rang     |
| ----------------- | --------------------- | -------------------------- | ------------------- | ------------------- | ------------------- | ------------------- | ------------------- | -------- |
| Shushila Likmabam | Moins de 48 kg femmes | Csernoviczki Défaite 00-10 | Éliminée            | Éliminée            | Éliminée            | Éliminée            | Éliminée            | Éliminée |

### Lutte
| Athlète           | Compétition  | Huitièmes de finale             | Quarts de finale               | Demi-finale               | Repêchage           | Finale 3e place Classement | Rang                                |
| Athlète           | Compétition  | Adversaire Résultat             | Adversaire Résultat            | Adversaire Résultat       | Adversaire Résultat | Adversaire Résultat        | Rang                                |
| ----------------- | ------------ | ------------------------------- | ------------------------------ | ------------------------- | ------------------- | -------------------------- | ----------------------------------- |
| Ravi Kumar Dahiya | 57 kg hommes | Tigreros Victoire 13-2          | Vangelov Victoire 14-4         | Sanayev Victoire 7-9 (VT) | -                   | Uguyev Défaite 4-7         | Médaille d'argent, Jeux olympiques  |
| Bajrang Punia     | 65 kg hommes | Akmataliev Victoire 3-3 (DP)    | Ghiasi Victoire 2-1 (VT)       | Əliyev Défaite 5-12       | -                   | Niyazbekov Victoire 8-0    | Médaille de bronze, Jeux olympiques |
| Deepak Punia      | 86 kg hommes | Agiomor Victoire 12-1           | Lin Victoire 6-3               | Taylor Défaite 0-10       | -                   | Amine Défaite 2-4          | 5e                                  |
| Seema Bisla       | 50 kg femmes | Hamdi Défaite 1-3               | Éliminée                       | Éliminée                  | Éliminée            | Éliminée                   | 13e                                 |
| Vinesh Phogat     | 53 kg femmes | Mattsson Victoire 7-1           | Kaladzinskaya Défaite 3-9 (VT) | Éliminée                  | Éliminée            | Éliminée                   | 9e                                  |
| Anshu Malik       | 57 kg femmes | Kurachkina Défaite 2-8          | Non qualifiée                  | Non qualifiée             | Koblova Défaite 1-5 | Éliminée                   | 9e                                  |
| Sonam Malik       | 62 kg femmes | Khürelkhüügiin Défaite 2-2 (DP) | Éliminée                       | Éliminée                  | Éliminée            | Éliminée                   | 11e                                 |

### Natation
| Athlète         | Épreuve                 | Série         | Série | Demi-finale | Demi-finale | Finale   | Finale   |
| Athlète         | Épreuve                 | Temps         | Rang  | Temps       | Rang        | Temps    | Rang     |
| --------------- | ----------------------- | ------------- | ----- | ----------- | ----------- | -------- | -------- |
| Srihari Nataraj | 100 m dos masculin      | 54 s 31       | 27e   | Éliminé     | Éliminé     | Éliminé  | Éliminé  |
| Sajan Prakash   | 100 m papillon masculin | 53 s 45       | 46e   | Éliminé     | Éliminé     | Éliminé  | Éliminé  |
| Sajan Prakash   | 200 m papillon masculin | 1 min 57 s 22 | 24e   | Éliminé     | Éliminé     | Éliminé  | Éliminé  |
| Maana Patel     | 100 m dos féminin       | 1 min 5 s 20  | 39e   | Éliminée    | Éliminée    | Éliminée | Éliminée |

### Tennis
| Athlète                  | Épreuve          | 1/32e de finale                 | 1/16e de finale                                   | 1/8e de finale      | Quarts de finale    | Demi-finale         | Finale / MB         | Rang      |
| Athlète                  | Épreuve          | Adversaire Résultat             | Adversaire Résultat                               | Adversaire Résultat | Adversaire Résultat | Adversaire Résultat | Adversaire Résultat | Rang      |
| ------------------------ | ---------------- | ------------------------------- | ------------------------------------------------- | ------------------- | ------------------- | ------------------- | ------------------- | --------- |
| Sumit Nagal              | Simple messieurs | Istomin Victoire 6-4, 6-78, 6-4 | Medvedev Défaite 2-6, 1-6                         | Éliminé             | Éliminé             | Éliminé             | Éliminé             | Éliminé   |
| Sania Mirza Ankita Raina | Double dames     | Non disputé                     | L. Kichenok / N. Kichenok Défaite 6-0, 6-70, 8-10 | Éliminées           | Éliminées           | Éliminées           | Éliminées           | Éliminées |

### Tennis de table
| Athlète(s)                         | Compétition      | Tour préliminaire | 1er tour               | 2e tour               | 3e tour               | 4e tour                 | Quarts de finale | Demi-finale      | Finale / MB      | Rang     |
| Athlète(s)                         | Compétition      | Adversaire Score  | Adversaire Score       | Adversaire Score      | Adversaire Score      | Adversaire Score        | Adversaire Score | Adversaire Score | Adversaire Score | Rang     |
| ---------------------------------- | ---------------- | ----------------- | ---------------------- | --------------------- | --------------------- | ----------------------- | ---------------- | ---------------- | ---------------- | -------- |
| Sharath Kamal Achanta              | Simple messieurs | Exempté           | Exempté                | Apolónia Victoire 4-2 | Ma Long Défaite 1-4   | Éliminé                 | Éliminé          | Éliminé          | Éliminé          | Éliminé  |
| Sathiyan Gnanasekaran              | Simple messieurs | Exempté           | Exempté                | Lam Défaite 3-4       | Éliminé               | Éliminé                 | Éliminé          | Éliminé          | Éliminé          | Éliminé  |
| Manika Batra                       | Simple dames     | Exemptée          | Ho Victoire 4-0        | Pesotska Victoire 4-3 | Polcanova Défaite 0-4 | Éliminée                | Éliminée         | Éliminée         | Éliminée         | Éliminée |
| Sutirtha Mukherjee                 | Simple dames     | Exemptée          | Bergström Victoire 4-3 | Fu Yu Défaite 0-4     | Éliminée              | Éliminée                | Éliminée         | Éliminée         | Éliminée         | Éliminée |
| Sharath Kamal Achanta Manika Batra | Double mixte     | Non disputé       | Non disputé            | Non disputé           | Non disputé           | Lin / Cheng Défaite 0-4 | Éliminés         | Éliminés         | Éliminés         | Éliminés |

### Tir
| Athlète               | Compétition                   | Qualification | Qualification | Finale  | Finale  |
| Athlète               | Compétition                   | Points        | Rang          | Points  | Rang    |
| --------------------- | ----------------------------- | ------------- | ------------- | ------- | ------- |
| Saurabh Chaudhary     | Pistolet à air comprimé 10 m, | 586           | 1er           | 137,4   | 7e      |
| Abhishek Verma        | Pistolet à air comprimé 10 m, | 575           | 17e           | Éliminé | Éliminé |
| Deepak Kumar          | Carabine à air comprimé 10 m  | 624,7         | 26e           | Éliminé | Éliminé |
| Divyansh Singh Panwar | Carabine à air comprimé 10 m  | 622,8         | 32e           | Éliminé | Éliminé |
| Aishwary Tomar        | Carabine à 50 m 3 positions   | 1 167         | 21e           | Éliminé | Éliminé |
| Sanjeev Rajput        | Carabine à 50 m 3 positions   | 1 157         | 32e           | Éliminé | Éliminé |
| Angad Bajwa           | Skeet,                        | 120           | 18e           | Éliminé | Éliminé |
| Mairaj Ahmad Khan     | Skeet,                        | 117           | 25e           | Éliminé | Éliminé |

| Athlète            | Compétition                  | Qualification | Qualification | Finale   | Finale   |
| Athlète            | Compétition                  | Points        | Rang          | Points   | Rang     |
| ------------------ | ---------------------------- | ------------- | ------------- | -------- | -------- |
| Manu Bhaker        | Pistolet à air comprimé 10 m | 575           | 12e           | Éliminée | Éliminée |
| Yashaswini Deswal  | Pistolet à air comprimé 10 m | 574           | 13e           | Éliminée | Éliminée |
| Manu Bhaker        | Pistolet à 25 m,             | 582           | 15e           | Éliminée | Éliminée |
| Rahi Sarnobat      | Pistolet à 25 m,             | 573           | 32e           | Éliminée | Éliminée |
| Elavenil Valarivan | Carabine à air comprimé 10 m | 626,5         | 16e           | Éliminée | Éliminée |
| Apurvi Chandela    | Carabine à air comprimé 10 m | 621,9         | 36e           | Éliminée | Éliminée |
| Anjum Moudgil      | Carabine à 50 m 3 positions  | 1 167         | 15e           | Éliminée | Éliminée |
| Tejaswini Sawant   | Carabine à 50 m 3 positions  | 1 154         | 33e           | Éliminée | Éliminée |

| Athlète                                  | Compétition                   | Qualification 1 | Qualification 1 | Qualification 2 | Qualification 2 | Finale / 3e place  | Finale / 3e place |
| Athlète                                  | Compétition                   | Points          | Rang            | Points          | Rang            | Adversaie Résultat | Rang              |
| ---------------------------------------- | ----------------------------- | --------------- | --------------- | --------------- | --------------- | ------------------ | ----------------- |
| Saurabh Chaudhary Manu Bhaker            | Pistolet à air comprimé 10 m, | 582             | 1er             | 380             | 7e              | Éliminés           | Éliminés          |
| Abhishek Verma Yashaswini Deswal         | Pistolet à air comprimé 10 m, | 564             | 17e             | Éliminés        | Éliminés        | Éliminés           | Éliminés          |
| Deepak Kumar Anjum Moudgil               | Carabine à air comprimé 10 m, | 623,8           | 18e             | Éliminés        | Éliminés        | Éliminés           | Éliminés          |
| Divyansh Singh Panwar Elavenil Valarivan | Carabine à air comprimé 10 m, | 626,5           | 12e             | Éliminés        | Éliminés        | Éliminés           | Éliminés          |

### Tir à l'arc
| Athlète                               | Compétition         | Tour préliminaire | Tour préliminaire | 1er tour                 | 2e tour                       | 3e tour                     | Quarts de finale         | Demi-finale      | Finale / 3e place | Rang     |
| Athlète                               | Compétition         | Score             | Rang              | Adversaire Score         | Adversaire Score              | Adversaire Score            | Adversaire Score         | Adversaire Score | Adversaire Score  | Rang     |
| ------------------------------------- | ------------------- | ----------------- | ----------------- | ------------------------ | ----------------------------- | --------------------------- | ------------------------ | ---------------- | ----------------- | -------- |
| Atanu Das                             | Individuel hommes,  | 653               | 35e               | Deng Victoire 6-4        | Oh Victoire 6-5               | Furukawa Défaite 4-6        | Éliminé                  | Éliminé          | Éliminé           | Éliminé  |
| Pravin Jadhav                         | Individuel hommes,  | 656               | 31e               | Bazarzhapov Victoire 6-0 | Ellison Défaite 0-6           | Éliminé                     | Éliminé                  | Éliminé          | Éliminé           | Éliminé  |
| Tarundeep Rai                         | Individuel hommes,  | 652               | 37e               | Hunbin Victoire 6-4      | Shanny Défaite 5-6            | Éliminé                     | Éliminé                  | Éliminé          | Éliminé           | Éliminé  |
| Atanu Das Pravin Jadhav Tarundeep Rai | Par équipes hommes, | 1 961             | 9e                | Non disputé              | Non disputé                   | Kazakhstan Victoire 6-2     | Corée du Sud Défaite 0-6 | Éliminés         | Éliminés          | Éliminés |
| Deepika Kumari                        | Individuel femmes,  | 663               | 9e                | Karma Victoire 6-0       | Mucino-Fernandez Victoire 6-4 | Perova Victoire 6-5         | An Défaite 0-6           | Éliminée         | Éliminée          | Éliminée |
| Pravin Jadhav Deepika Kumari          | Par équipe mixte,   | 1 319             | 9e                | Non disputé              | Non disputé                   | Taipei chinois Victoire 5-3 | Corée du Sud Défaite 2-6 | Éliminés         | Éliminés          | Éliminés |

### Voile
| Athlète                                     | Compétition         | Régate | Régate | Régate | Régate | Régate | Régate | Régate | Régate | Régate | Régate | Régate      | Régate      | Régate | Total net | Rang final |
| Athlète                                     | Compétition         | 1      | 2      | 3      | 4      | 5      | 6      | 7      | 8      | 9      | 10     | 11          | 12          | CM     | Total net | Rang final |
| ------------------------------------------- | ------------------- | ------ | ------ | ------ | ------ | ------ | ------ | ------ | ------ | ------ | ------ | ----------- | ----------- | ------ | --------- | ---------- |
| Kelapanda Chengappa Ganapathy Varun Thakkar | 49er hommes         | 18     | 18     | 17     | 19     | 14     | 5      | 17     | 11     | 15     | 16     | 9           | 14          | EL     | 154       | 17e        |
| Vishnu Saravanan                            | Laser hommes        | 14     | 20     | 24     | 23     | 22     | 12     | 27     | 23     | 3      | 15     | Non disputé | Non disputé | EL     | 156       | 20e        |
| Nethra Kumanan                              | Laser Radial femmes | 33     | 16     | 15     | 40     | 32     | 38     | 22     | 20     | 37     | 38     | Non disputé | Non disputé | EL     | 251       | 35e        |